# Vignerons indépendants de France

VIF-Logo

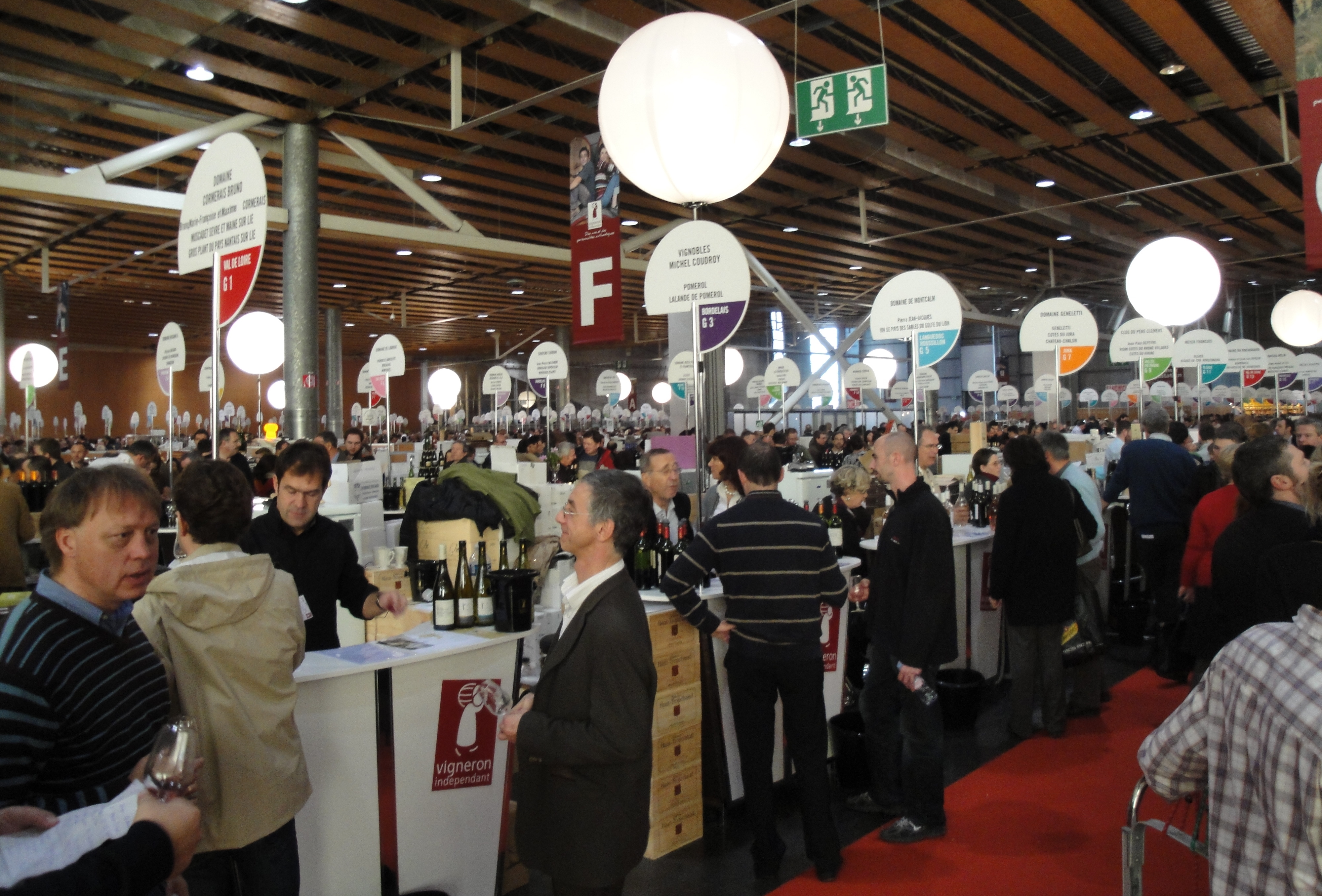
Die Vignerons indépendant Weinmesse 2010 in Lille

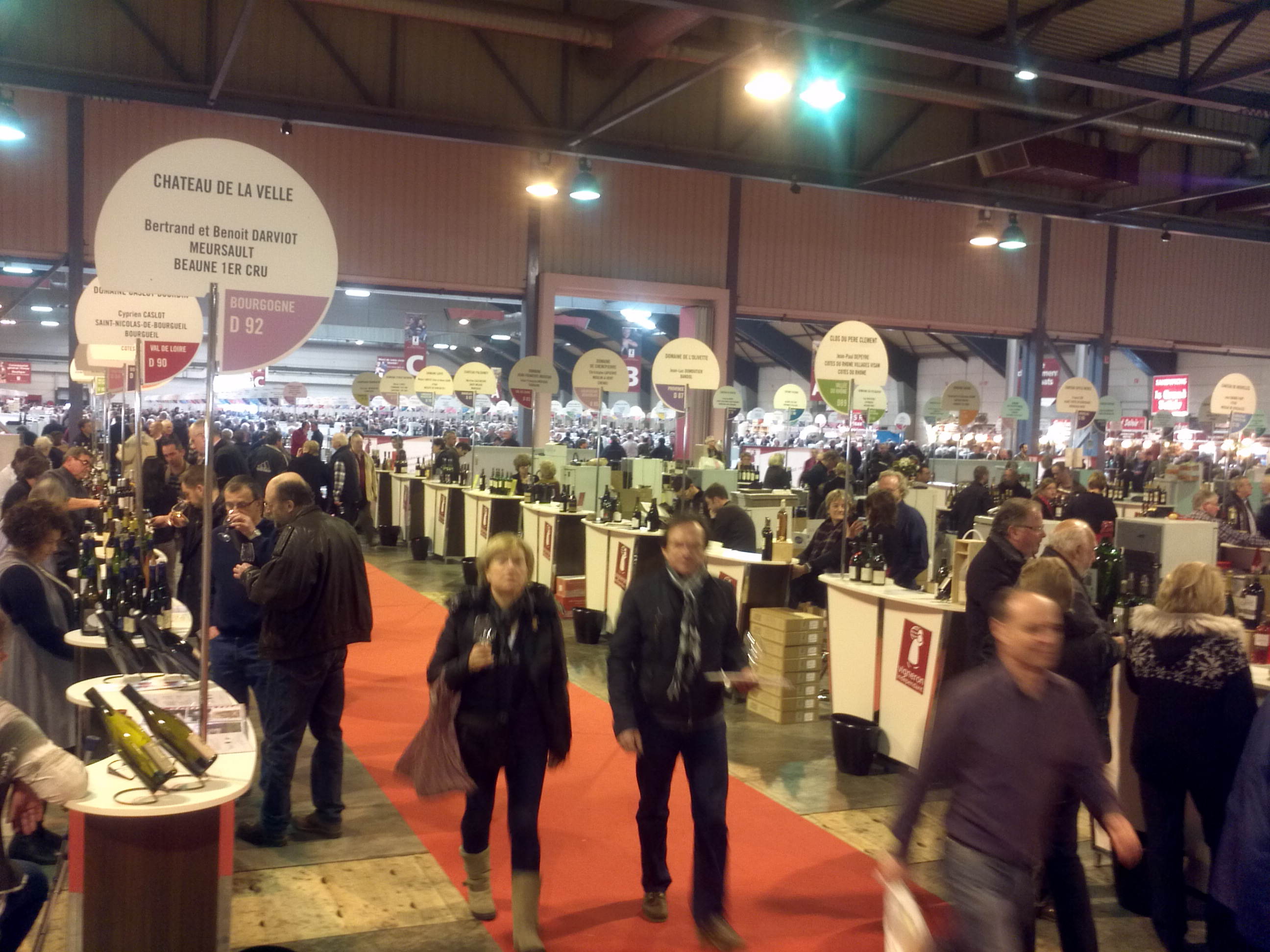
Salon des Vins des Vignerons Indépendants 2012 in Straßburg

Die Vignerons indépendants de France (VIF) (deutsch: Unabhängige Winzer Frankreichs) ist eine Weinbau-Handelsorganisation mit Sitz in Paris, welche kleine, unabhängige Winzer in Frankreich vertritt und als deren Promotionorgan auftritt. 1978 wurde sie als confédération nationale des caves particulières (CNCP) gegründet. 2003 wurden Charta und Name geändert, um als Sammelpunkt für die unabhängigen Winzer gegen die mächtigen Winzergenossenschaften zu dienen. Die Mitgliederanzahl liegt je nach Quelle zwischen 6000 und 10.000 Winzern aus ganz Frankreich.

## Charta
Die VIF Philosophie lässt sich auf folgende Kernpunkte für die Winzer kondensieren. Sie sollten
- ihr Terroir verantwortungsbewusst behandeln,
- den eigenen Weinberg bewirtschaften und Wein selbst lesen,
- den Wein selbst herstellen,
- den Wein selbst abfüllen,
- die Weinbautraditionen pflegen und erhalten.

## Salon des Vins
Jedes Jahr arrangiert die VIF mehrere Weinmessen (Salon des vins) in verschiedenen Städten Frankreichs (Reims, Paris, Bordeaux, Lyon, Strasbourg, Lille, Rennes). Mit freier Degustation und Verkauf richtet sich diese Messe auch direkt an die Endkunden und nicht nur das Fachpublikum.